# Jozef Gavroň
Jozef Gavroň (* 10. března 1932) je bývalý slovenský fotbalový útočník. Jeho mladší bratr Ladislav Gavroň byl také prvoligovým fotbalistou, společně nastupovali za Tatran Prešov.

## Fotbalová kariéra
V československé lize hrál za Tatran Prešov. Nastoupil ve 182 ligových utkáních a dal 28 gólů. Do Prešova přišel z Lokomotívy Spišská Nová Ves. Za Spišskou Novou Ves hrál ve druhé lize v ročníku 1956.

## Ligová bilance
| Ročník                                   | Zápasy | Góly | Minuty | Klub          |
| ---------------------------------------- | ------ | ---- | ------ | ------------- |
| 1. československá fotbalová liga 1957/58 | 27     | 8    | 2 430  | Tatran Prešov |
| 1. československá fotbalová liga 1958/59 | 21     | 5    | 1 640  | Tatran Prešov |
| 1. československá fotbalová liga 1959/60 | 25     | 8    | 2 143  | Tatran Prešov |
| 1. československá fotbalová liga 1960/61 | 13     | 0    | 582    | Tatran Prešov |
| 1. československá fotbalová liga 1961/62 | 25     | 0    | 2 229  | Tatran Prešov |
| 1. československá fotbalová liga 1962/63 | 26     | 2    | 2 213  | Tatran Prešov |
| 1. československá fotbalová liga 1963/64 | 24     | 5    | 2 018  | Tatran Prešov |
| 1. československá fotbalová liga 1964/65 | 15     | 0    | 1 153  | Tatran Prešov |
| 1. československá fotbalová liga 1965/66 | 6      | 0    | 540    | Tatran Prešov |
| CELKEM 1. LIGA                           | 182    | 28   | 14 948 |               |